# Wolfgang Steinbach
Wolfgang Steinbach (n. 21 septembrie 1954, Schönebeck, Saxonia-Anhalt, Germania) este un fotbalist german, medaliat olimpic. A participat la o ediție a Jocurilor Olimpice (1980) în care a câștigat o medalie de argint.

## Participări
Lista de mai jos prezintă principalele competiții la care a participat Wolfgang Steinbach de-a lungul carierei.
- Futbol na letnih Olimpiiskih igrah 1980[*]